# Icogne
Icogne é uma comuna da Suíça, no Cantão Valais, com cerca de 533 habitantes. Estende-se por uma área de 24,85 km², de densidade populacional de 21,5 hab/km².  Confina com as seguintes comunas: Ayent, Lenk im Simmental (BE), Lens, Randogne, Saint-Léonard. 
A língua oficial nesta comuna é o francês.